# Науялис, Юозас
Юо́зас Науя́лис (лит. Juozas Naujalis; 9 апреля 1869, деревня Раудондварис (ныне Каунасский район) — 9 сентября 1934, Каунас) — литовский композитор и органист, хоровой дирижёр, музыкальный педагог; один из основоположников литовской профессиональной музыки, именуемый патриархом литовской музыки.

## Биография
Окончил Варшавский музыкальный институт по классу органа у Яна Сливинского (1884—1889), затем в течение года обучался в классе композиции у Зыгмунта Носковского (1889—1890). С 1890 года работал органистом в разных местах Литвы (Вабальнинкас, Ретавас), в 1892—1934 годах — в Ковно (в архикафедральном соборе). Около 1892 года открыл в Ковно частные курсы для органистов и хоровых дирижёров и преподавал на них. В 1894 году стажировался в училище церковной музыки в Регенсбурге. Организовал тайный литовский хор «Дайна» в Ковно (1899).

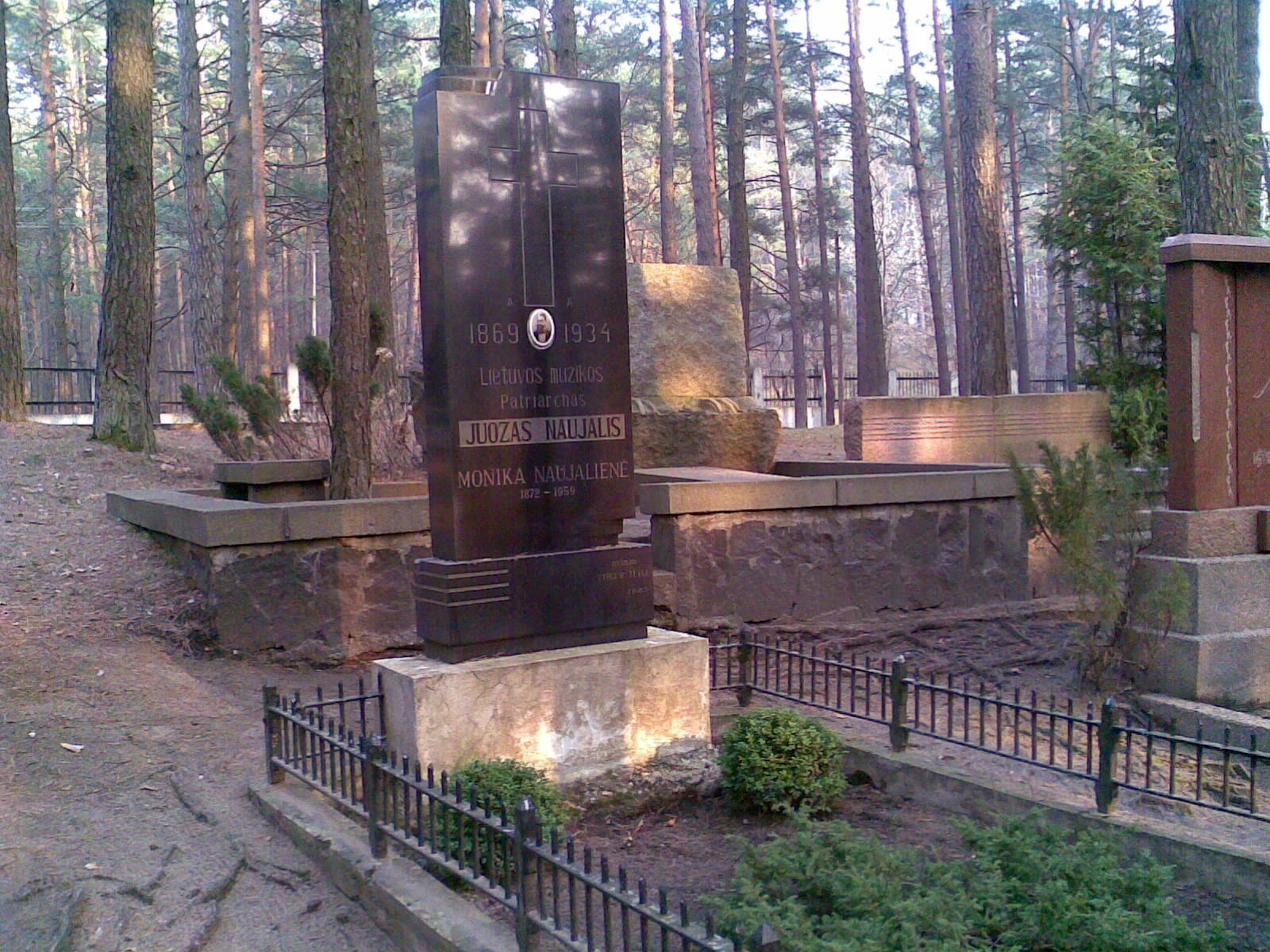
Могила Юозаса Науялиса

В 1905 году стал основателем первого легального литовского книжного магазина и музыкального издательства, действовавших в Ковно до 1912 года. Издавал первый литовский музыкальный журнал «Варгонининкас» («Органист»; 1909—1910). Был учредителем школы органистов, общества органистов (действовало с 1908 года, формально утверждено в 1911 году). 
В 1919 году открыл в Каунасе частную музыкальную школу, в 1920 году ставшую государственной, а в 1933 году преобразованную в консерваторию. Преподавал в ней (директор в 1920—1927 годах; с 1933 года профессор. Преподавал хоровые дисциплины в Каунасской духовной семинарии.
Выступал с концертами как органист, пианист и хоровой дирижёр в Литве и США (1922). Один из организаторов и дирижёров первых праздников песни в Литве в 1924, 1928 и 1930 годах.
К ученикам Науялиса относятся Стасис Шимкус, Александрас Качанаускас, Юлюс Штарка.
Похоронен на Пятрашюнском кладбище в Каунасе.

## Творчество
Автор инструментальных пьес, прелюдов, кантат, мотетов, 13 месс и других произведений церковной музыки, сольных и хоровых песен, 12 трио для органа и других произведений. Обрабатывал для хорового исполнения литовские народные песни. К основным произведениям относятся песни для хора («Литва дорогая», «Где течёт Шешупе», «Весна», «Летние ночи», «Песни молодёжи», в основном на стихи Майрониса), симфоническая поэма «Осень» (около 1930), пьеса для струнного квартета «Мечта» (около 1921). Произведения церковной музыки, сочинённые Науялисом, издавались в Польше, Германии, Франции.

## Награды и признание
Награждён итальянским Орденом Короны III степени (1928, за заслуги в сочинении церковной музыки), орденами Гядиминаса III степени (1930) и II степени (1931).
Имя композитора носит музыкальная гимназия в Каунасе (Kauno apskrities Juozo Naujalio muzikos gimnazija). На родине композитора рядом с бывшей его усадьбой рядом с костёлом в 1994 году установлен памятник из шлифованного гранита высотой 3,1 м (архитектор Гядиминас Баравикас, скульптор Ляонас Жуклис) и действует мемориальный музей.